# K-os
Kevin Brereton, conosciuto come k-os (Toronto, 20 febbraio 1972), è un rapper e cantante canadese, di discendenza trinidadiana, è conosciuto anche come produttore discografico.
Il suo soprannome "k-os" si pronuncia come "chaos" ed è un acronimo di "Knowledge of Self", tuttavia successivamente in una intervista lo stesso artista ha dichiarato che si tratta dell'acronimo di "Kheaven's Original Sound". La sua musica incorpora una vasta gamma di generi diversi, non limitandosi a rap, funk, rock e reggae. Le sue liriche si focalizzano frequentemente sulla promozione di messaggi positivi e nello stesso tempo mette in atto una critica alla cultura hip hop imperante, basata sull'esaltazione del denaro, della fama e della glorificazione della violenza.
Musicista, rapper e produttore, k-os ha scritto e prodotto larga parte dei suoi tre album, esibendosi e producendo i suoi lavori in compagnia di una vera live band, caratteristica non comune nel genere hip hop. Lo stesso artista in alcune occasioni suona chitarra e tastiere.
k-os ha ottenuto i primi successi musicali grazie al singolo "Musical Essence" pubblicato nel 1993. Dopo la realizzazione e pubblicazione del secondo singolo "Rise Like The Sun" nel 1996 si ritirò dall'impresa ritenendosi insoddisfatto del proprio stile musicale. Riapparve brevemente nel 1999, successivamente pubblicò il suo album di debutto Exit nel 2002, che ricevette recensioni positive ma ebbe scarsi dati di vendita. Pubblicò il suo secondo album Joyful Rebellion nel 2004, migliorando decisamente le vendite ed ottenendo il disco di platino in Canada. Joyful Rebellion ricevette anch'esso recensioni positive ma fu criticato per l'eccessiva argomentazione sullo stato dell'hip hop. Il terzo album dell'artista canadese, Atlantis: Hymns for Disco, è stato pubblicato nel 2006 ottenendo buone critiche anche in Italia dove la commercializzazione è comunque rimasta legata ai negozi di genere.

## Discografia
- 2002: Exit (Astralwerks)
- 2004: Joyful Rebellion (EMI / Virgin Records)
- 2006: Atlantis: Hymns for Disco (EMI / Virgin Records)
- 2009: Yes! (Universal Music)
- 2013: Back on Blonde (Crown Loyalist / EMI)

## Singoli
| Anno | Titolo                       | Posizione | Posizione | Posizione | Album                     |
| Anno | Titolo                       | CAN       | USA       | GB        | Album                     |
| ---- | ---------------------------- | --------- | --------- | --------- | ------------------------- |
| 1993 | Musical Essence              | -         | -         | -         | -                         |
| 1996 | Rise Like the Sun            | -         | -         | -         | -                         |
| 2002 | Heaven Only Knows            | -         | -         | -         | Exit                      |
| 2002 | Superstarr Pt. Zero          | -         | -         | -         | Exit                      |
| 2004 | B-Boy Stance                 | -         | -         | -         | Joyful Rebellion          |
| 2004 | Crabbuckit                   | -         | -         | -         | Joyful Rebellion          |
| 2005 | Man I Used to Be             | -         | -         | -         | Joyful Rebellion          |
| 2005 | Love Song                    | -         | -         | -         | Joyful Rebellion          |
| 2005 | Crucial                      | -         | -         | -         | Joyful Rebellion          |
| 2005 | Dirty Water                  | -         | -         | -         | Joyful Rebellion          |
| 2006 | ELEctrik HeaT - the seekwiLL | -         | -         | -         | Atlantis: Hymns for Disco |
| 2006 | Sunday Morning               | 10        | -         | -         | Atlantis: Hymns for Disco |
| 2006 | Flypaper                     | -         | -         | -         | Atlantis: Hymns for Disco |
| 2007 | Born To Run                  | 41        | -         | -         | Atlantis: Hymns for Disco |
| 2007 | Equalizer                    | -         | -         | -         | Atlantis: Hymns for Disco |